# چشمه شیرین (بدره)
چشمه شیرین، شهری در بخش هندمینی شهرستان بدره در استان ایلام ایران است. این شهر، مرکز بخش هندمینی است.
این شهر در فاصله ۱۲ کیلومتری شهر بدره و ۱۰۰ کیلومتری شهر ایلام قرار دارد.

## مردم‌شناسی
مردم این بخش از طایفه لرهندمینی می‌باشند و به زبان لری سخن می‌گویند.

## جمعیت
بر پایه سرشماری عمومی نفوس و مسکن در سال ۱۳۹۵، جمعیت شهر چشمه شیرین برابر با ۱٬۱۲۵ نفر (۳۲۰ خانوار) بوده است.